# Isla Lava
Isla Lava (en malgache: Nosy Lava) es una pequeña isla al noroeste de Madagascar en la entrada de la Bahía de Narinda.
Esta pequeña isla, que ahora tiene tres pequeñas aldeas solía ser desde la época de la colonización francesa, la colonia penal de Madagascar. Tras los cambios políticos sucedidos con el paso de los años, los últimos prisioneros fueron puestos en libertad, y algunos continuaron viviendo en la isla.